# Comitatul McPherson, Nebraska
Comitatul McPherson, conform originalului din limba engleză, McPherson County, South Dakota, este unul din cele 66 de comitate ale statului american [Dakota de Sud]].  A fost denumit după generalul James B, McPherson, general al Armatei Uniunii.

## Demografie
|  | Graficele sunt indisponibile din cauza unor probleme tehnice. Mai multe informații se găsesc la Phabricator și la wiki-ul MediaWiki. |

Date: Wikidata - grafică realizată de Wikipedia